# Club Unión Maestranza
El Club Unión Maestranza de Viacha, más conocido simplemente como Unión Maestranza es un club de fútbol boliviano del municipio de Viacha ubicado en la Provincia de Ingavi en el departamento de La Paz. Fue fundado el 6 de agosto de 1922 y actualmente juega en la Asociación de Fútbol de La Paz. Disputa sus encuentros como local en el Estadio Luis Lastra, con capacidad para 8 000 espectadores.
Históricamente es el equipo de fútbol más importante de la localidad de Viacha, ubicado en cercanía a la ciudad de La Paz.

## Historia

### Antecedentes y fundación

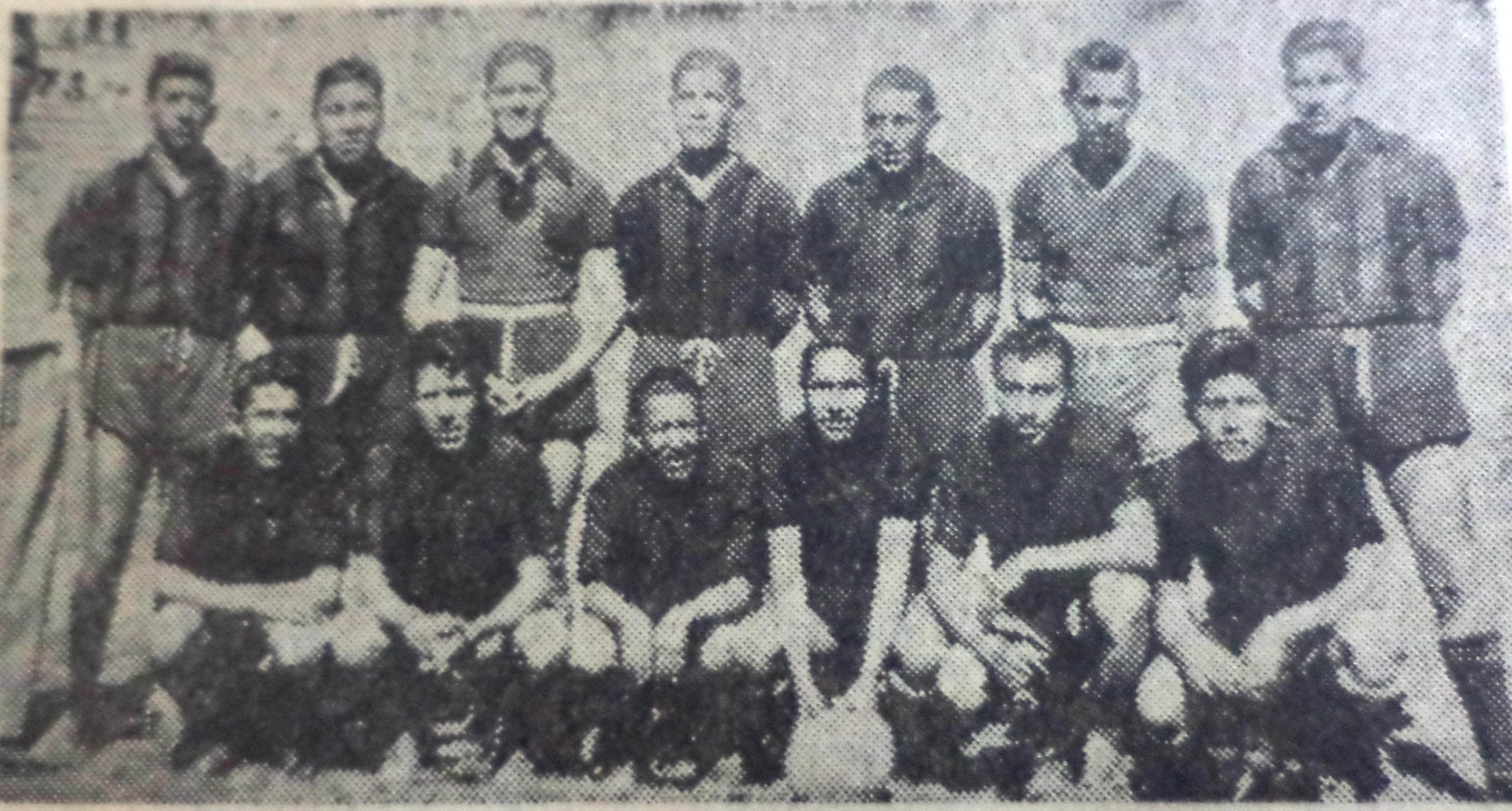
Unión Maestranza de Viacha, gran animador del primer campeonato profesional de la LPFA 1950

Uno de los primeros partidos de fútbol jugados en la localidad de Viacha tuvo lugar en 1906, hace 105 años; en la localidad también se ejecutaban los trabajos de tendido de la línea férrea Viacha – Oruro. El mencionado acontecimiento deportivo se verificó durante la presidencia de Ismael Montes, quien impulsó las actividades comerciales de la región.
Otro de los partidos de campanillas en esa localidad se realizó en 1918 y enfrentó al equipo de la guarnición militar y a The Strongest de La Paz.
Tras estos significativos antecedentes, el club Unión Maestranza nació un 6 de agosto de 1922, por un grupo de empleados y obreros del entonces Ferrocarril Arica-La Paz, que se reunió en un taller de maestranza ferroviaria para crear el club en homenaje a un nuevo aniversario patrio. En su acta de fundación figuran las siguientes personas: Antonio Guerra, presidente honorario; Manuel Arraya, Otterino Onete y Fernando Walker, directores honorarios; Luis Ravanal, presidente activo; Juan Medinaceli, vicepresidente; Carlos Zamorano, secretario; Manuel Zabaleta, tesorero; Guillermo Montes, capitán; Víctor Álvarez, vicecapitán; y José Vizcarra, Felipe Illanes, Salustiano Cadena y Celestino Palacios, vocales.
El club fue inscrito en 1923 en la Asociación de Fútbol de La Paz. En 1927, el cuadro viacheño se presentó en la segunda división del campeonato local. En ese certamen no había divisiones de ascenso.
Maestranza jugó su primer partido ante el club Bolívar. En ese partido empataron a dos goles por lado. Los directivos acordaron que ambos planteles tenían que estar presentes en el torneo privilegiado. Meses después, Unión Maestranza subió de categoría. Conforme al rol de encuentros, se enfrentó al club The Strongest. El resultado fue favorable al plantel atigrado: 3-1.
En el transcurso de su vida futbolística, sus máximos rivales en un principio fueron el Regimiento Bolívar, Huracán, Regimiento Ingavi, Calaveras de Corocoro, Ferroviario, The Strongest, Bolívar, Litoral y Always Ready.
Uno de los personajes históricos que dirigió al equipo fue don Julio Borelli. Impulsor de todas las disciplinas deportivas en el país, llegó de su natal Uruguay a comienzos de 1938 y poco después adquirió la nacionalidad boliviana.
Unión Maestranza, además, jugó partidos internacionales. Uno de ellos, en 1924, fue ante la selección de Arica, con la cual perdió. En las fiestas julianas de 1930, se jugó el segundo partido de carácter internacional y Maestranza ganó ese encuentro por 3-1.
El plantel de la provincia colaboró a la Selección Boliviana, con el aporte notable de deportistas como Juan Nogales de la Vega, Ricardo Alarcón, Ricardo Sánchez Alcón, Miguel Burgos Velarde, Cipriano Soto Ayala, entre otros prestigiosos futbolistas.
Fue fundador de profesionalismo en Bolivia el año 1950. Disputó su primer partido el 15 de julio frente a Northern F.C. al que venció con un contundente 6 a 2. Obtuvo el 3° lugar, ganó 8 partidos empató 3 y perdió 5.
En el campeonato de 1951 el equipo obtuvo el 7° lugar y disputó el descenso con Atlético de La Paz al que venció en dos partidos por el descenso por la cuenta de 2:1 y 6:1 consolidándose en primera.
En los dos campeonatos de 1952 y 1953 obtuvo el 6° lugar. Posteriormente en el torneo de 1955 el equipo descendió por primera vez.
En 2005, el equipo estuvo en la Primera B de la Asociación de Fútbol de La Paz (AFLP). En 2009, ascendió a Primera A y en 2012 se consagró campeón en esa división, a falta de dos fechas para la conclusión del torneo; dicho éxito le permitió clasificarse al Campeonato Nacional B 2012/13, donde lamentablemente quedó eliminado en la fase de grupos del certamen, sin posibilidad de ascender a la Liga profesional.

## Dirigencia

### Comisión directiva actual
Esta es la comisión directiva del Club Unión Maestranza de la temporada 2020:
| Cargo                              | Nombre                     |
| Presidente                         | Martín Elodoro Sirpa       |
| Vicepresidente                     | Marcelo Monzón             |
| Secretario general                 | Gastón Gutiérrez Morales   |
| Secretario de actas                | José Blanco Conde          |
| Secretario de bienes patrimoniales | Teófilo Sirpa Mercado      |
| Tesorero                           | Víctor Vargas Cuéllar      |
| Delegado titular AFLP              | Gastón Gutiérrez Morales   |
| Delegado suplente                  | Guillermo Castro Belmonte  |
| Coordinador general                | Blas Monzón Chungara       |
| Acesor jurídico                    | Gregorio Merlo Chura       |
| Fiscal general                     | Jaime Fernández Jiménez    |
| Jefe de prensa                     | .......................... |

## Símbolos

### Lema
¡¡ Unión Maestranza, es Viacha, Unión Maestranza, soy yo !!.

## Uniforme
- Camiseta titular: Camiseta roja y negra, pantalón negro y medias negras.
- Camiseta alternativa: Camiseta blanca, pantalón blanco y medias blancas.

| Titular |

#### Auspiciadores
Cemento Viacha, Soboce.

## Estadio
Disputa sus partidos de local en el Estadio Luis Lastra que está ubicado en la zona de Sopocachi y tiene capacidad para 10 mil espectadores. La rehabilitación del escenario ha costado aproximadamente 35 mil dólares.
En 2008, la infraestructura fue reconstruida por la Empresa Municipal de Áreas Verdes y administrada por la Dirección Municipal de Deportes.
En sus diferentes escenarios se practicará disciplinas como fútbol, atletismo, natación, ráquetbol, básquetbol, voleibol y deportes de contacto.
También tiene una piscina semiolímpica con diferentes ambientes (baños, vestidores diferenciados y otros); está cubierta con material de policarbonato, lo que mantendrá una temperatura promedio entre 25 y 30 grados centígrados, y presenta un sistema de iluminación moderno.

## Hinchada
Al ser un club histórico que participó en los primeros torneos profesionales del país cuenta con una afición numerosa en la localidad de Viacha, de la cual es el representante más importante.

## Datos del club
- Temporadas en Primera División 3: (1954-1955; 1966).
- Primer partido en torneos profesionales: 6 - 2 vs. Northern (15 de julio de 1950).

### Estadísticas en Primera División (3)
| Primera División        | Primera División | Primera División | Primera División | Primera División | Primera División | Primera División | Primera División | Primera División | Primera División | Primera División |
| Torneo                  | Posición         | PJ               | PG               | PE               | PP               | GF               | GC               | Dif              | Pts.             |                  |
| ----------------------- | ---------------- | ---------------- | ---------------- | ---------------- | ---------------- | ---------------- | ---------------- | ---------------- | ---------------- | ---------------- |
| Torneo integrado 1954   | 8°               | 16               | 3                | 4                | 9                | 37               | 48               | -11              | 10               |                  |
| Torneo integrado 1955   | 8°               | 20               | 5                | 4                | 11               | 36               | 56               | -20              | 11               |                  |
| Copa Simón Bolívar 1966 | 4.° grupo A      | 10               | 3                | 0                | 7                | 16               | 25               | -9               | 6                |                  |

## Palmarés

### Torneos regionales (6)
| Torneos regionales                   | Torneos regionales                        | Torneos regionales            |
| Competición                          | Títulos                                   | Subcampeonatos                |
| ------------------------------------ | ----------------------------------------- | ----------------------------- |
| Asociación de Fútbol de La Paz (5/5) | 1980, 2011/12, 2012/13, 2013/14, 2014/15. | 1948, 1981, 1983, 1989, 2011. |

- Primera B (AFLP):
  - Campeón 2009